# Meredith Belbin
Meredith Belbin (n. 4 iunie 1926, Sevenoaks, Anglia, Regatul Unit – d. 6 martie 2025) este un cercetător și teoretician englez în domeniul managementului, cunoscut în special pentru munca sa în domeniul managementului echipelor. În prezent este Visiting Profesor și Honorary Fellow la Henley Management College în UK.

## Primii ani
Dr. Raymond Meredith Belbin s-a născut în 1926. A terminat studiile universitare și doctorale la Cambridge University. Prima poziție de cercetare ulterioară doctoratului are loc la Cranfield College (astăzi Cranfield School of Management din cadrul Cranfield University) unde activează ca research fellow. Cercetările timpurii se concentrează în special pe studiul lucrătorilor mai în vârstă din industrie. Urmează întoarcerea la Cambridge unde se alătură Departamentului de Studii pentru Educație Industrială (Industrial Training Research Unit). În această perioadă (ultimii ani din decada 1960) este invitat la Colegiul pentru personal administrativ (Administrative Staff College) din Henley-on-Thames unde realizează pe parcursul a câțiva ani studiul care va fi baza cărții sale din 1981. Recunoașterea rezultatelor și consacrarea însă nu apar imediat. În 1996, Belbin, împreună cu fiul său Nigel, înființează Belbin Associates pentru a publica și promova rezultatul cercetărilor sale.

## Sistemul Belbin
Cartea sa din 1981 Managementul echipelor prezintă concluziile studiilor asupra interacțiunilor dintre membrii unei echipe în timpul unei simulări (business games) realizate la Henley Management College. Cele mai importante concluzii evidențiază modul în care nouă roluri simbolice fundamentale sunt acoperite și interacționează între ele într-o echipă eficientă. Cele nouă roluri simbolice nu sunt neapărat identice cu rolurile efective ale membrilor echipei.

### Fabrica
Fabrica (Plant) este un membru creativ, imaginativ, neortodox care rezolvă probleme dificile. Din când în când se distanțează de ceilalți membri ai echipei, pentru a reveni ulterior cu idei 'briliante'.

### Investigatorul de resurse
Investigatorul de resource (Resource Investigator) este liantul grupului. Indiferent de nevoia de resurse, investigatorul deja cunoaște cum să o satisfacă sau cunoaște pe cineva care poate să ajute la satisfacerea ei. Nu contează dacă este vorba de resurse fizice, financiare, de persoane, sau de ajutor politic, informații sau idei. Investigatorul este motivat de conectarea oamenilor, și câteodată poate părea inconstant sau prea mobil, dar abilitatea investigatorului de a crea și folosi conexiunile este extrem de valoroasă pentru echipă.

### Președintele (1981) / Coordonatorul (1988)
Președintele (Chairman) sau Coordonatorul (Co-ordinator) se asigură că toți membrii echipei participă la discuții și decizii. Principala preocupare a coordonatorului este ca între membrii echipei să fie echilibru și echitate. Insistența coordonatorului de a consulta toți membrii echipei este de regulă frustrantă pentru adepții deciziilor rapide, unilaterale, dar aceasta va îmbunătăți calitatea deciziilor echipei.

### Modelatorul
Modelatorul (Shaper) este un membru dinamic al echipei care adoră provocările și care depinde de presiune pentru a se dezvolta. Ca atare este cel care găsește cu ușurință curajul și ambiția de a depăși orice obstacole.

### Monitorul-Evaluatorul
Un monitor / evaluator' este un membru sobru, strategic orientat spre diseminare, care incearca intotdeauna sa ia in calcul toate variantele si sa le judece cu acuratete. Prin analiza minutiosa si nepasionala deciziile si actiunile echipei castiga in obiectivitate, prevenindu-se astfel catre directii gresite.

### Coechipierul
Caracteristica Coechipierului este sa asigure mentinerea relatiilor interpersonale in echipa. Fiind atent la atmosfera echipei sesizeaza cu usurinta problemele, si adreseaza intr-un fel sau altul disconfortul (chiar neexprimat explicit) al unui membru al echipei desconsiderat, exclus sau atacat in orice fel. Fiind orientat pe factorii interpersonali va asigura coeziunea pe termen lung a echipei, intrand in mod natural in contradictie cu orice adept al schimbarilor bruste in cadrul echipei.

### Lucratorul (1981) / Implementatorul (1988)
Lucratorul (Company worker) sau Implementatorul (Implementer) este un ganditor pragmatic care creeaza acele sisteme si procese care rezolva cerintele echipei. Punctul forte al implementatorului este abilitatea de a a imagina o solutie practica pentru rezolvarea oricarei probleme. Este bine inradacinat in realitatea obiectiva, este un ganditor unei radical, iar viziunile lui sunt intotdeauna radicale, lipsite de entuziasm. Intra in contradictie cu membrii entuziasti ai echiperi, totusi abilitatea implementatorului de a transforma idei radicale in solutii practice este importanta pentru echipa.

### Finalizatorul
Finalizatorul (Completer Finisher) este analitic si meticulos si deci intotdeauna preocupat de detalii. Sesizeaza cu usurinta problemele si diferentele mari sau mici, ca urmare este cel care cunoaste starea reala a proiectului si raportul cu planul de proiect. Intra in mod natural in contradictie cu membrii mai putin preocupati de detalii, dar asigura promptitudinea si calitatea necesara sarcinilor echipei.

### Expertul (1988)
În 1988 Belbin adaugă rolul de Expert (Specialist) în completarea celorlalte opt roluri, pentru ca echipa să îșî acopere optim variatele nevoi de expertiză cu care se confruntă în sarcinile pe care le are de îndeplinit.